# Eduard Bagrickij
Eduard Georgijevič Bagrickij (rusky Эдуа́рд Гео́ргиевич Багри́цкий, vlastním jménem Eduard Dzjubin, 3. listopad 1895, Oděsa – 16. únor 1934, Moskva) byl sovětský básník židovského původu narozený na území dnešní Ukrajiny, významný příslušník literární avantgardy. Své verše psal rusky, k jeho tématům patřily ideály nového komunistického života a budování (Dumka o Opanasovi, Smrt pionýrky). Někdy je řazen k literárnímu konstruktivismu.

## Život

### Mládí v Oděse
Narodil se v Oděse, v židovské, nepříliš náboženské rodině. V letech 1905–1910 studoval na reálném gymnáziu, potom na zeměměřičské škole. Své první literární práce publikoval už během studií v roce 1913. Podílel se na vydávání studentského, ručně psaného časopisu, v němž pod pseudonymem DeZi zveřejňoval své kresby a verše.  V roce 1914 pracoval jako redaktor v oděsské pobočce petrohradské tiskové agentury. Přispíval do několika oděských literárních časopisů, setkával se s mladými literáty. V roce 1915 publikoval již pod pseudonymem Eduard Bagrickij své verše v almanachu Auto v oblacích a Stříbrné trubky.
V říjnu 1917 se zúčastnil jako dobrovolník perské expedice generála Baratova. Byl členem oddílu vyslaného na pomoc nemocným a raněným. Před odchodem z Oděsy uveřejnil v časopise Bomba báseň Ekloga mira, která byla ironickým pohledem na období mezi revolucemi v únoru a říjnu 1917. Po pěti měsících se vrátil do Oděsy zmítané podzemním hnutím, partyzánskou válkou a chaosem, který přerostl v občanskou válku. Bagrickij únorovou revoluci roku 1917 podporoval a sloužil v jednotkách Prozatímní vlády. V této době napsal jednu ze svých prvních angažovaných básní občanského patosu Poslední průchod (последний перевал).  V roce 1919 se přidal na stranu bolševiků a vstoupil do Rudé armády. Sloužil ve speciální partyzánské jednotce jako propagandista a instruktor politického oddělení, psal agitační verše na oslavu VŘSR. Byl přesvědčen, že revoluce, které svrhly carský režim, přinesou svobodu pro většinu lidí. V červnu 1919 se vrátil do Oděsy, kde se spolu s Valentinem Katajevem, Jurijem Olešou, Vladimírem Narbutem a dalšími členy Kolektivu básníků zapojil do osvětové práce. Bagrickij psal verše, častušky, byl autorem mnoha plakátů a letáků, v nichž uplatnil svůj výtvarný talent. Napsal satirickou grotesku Sud, která se hrála na korbě nákladního auta v oděských ulicích.  Jeho intimní, romantická básnická tvorba ustoupila do pozadí a na dva až tři roky byla zcela přerušena. V roce 1923 pracoval v Mykolajivu jako redaktor proletkultního časopisu Tvorčestvo truda a vystupoval na poetických večerech pořádaných redaktory.  Po návratu do Oděsy spolupracoval s časopisem Námořník (Mоряк), do kterého napsal řadu příspěvků a veršů s tematikou moře, např. báseň Rybáři (Pыбаки). Přístavní folklór ho inspiroval k napsání námořnických a rybářských písní, které patří k jeho nejznámějším a některé byly interpretovány jako kuplety v místních šantánech. Folklórní motivy se uplatnily i v jeho poémách Hospůdka (Xарчевня) a Hostinec (Трактир).  V této době se začal rozcházet s Proletkultem a agitační tvorbou, což vyjádřil v básni Pověst o moři, námořnicích a bludném Holanďanu, která je polemikou s teoriemi, které se staví do cesty skutečné poezii. Bagrickij do svých veršů uvedl postavu tuláka, potulného pěvce, buditele, který probouzí lid z letargie. Jeho představitelem je Tyl Ulenšpígl, hrdina stejnojmenné poémy uveřejněné postupně ve formě čtyř rozsáhlejších básní v oděských časopisech v letech 1922 a 1923. Také tato postava prošla v Bagrického poezii ideovým vývojem od jarmarečního pěvce, bohéma zpívajícího pro pobavení až k vůdci davů, bojovníka za svá práva a svobodu.
V prosinci 1920 se Bagrickij oženil s Lydií Suokovou, v roce 1922 se jim narodil syn Vsevolod. Přestože usilovně pracoval, uživit rodinu z honorářů bylo velmi těžké, žili v bídě a o hladu.

### Život v Moskvě
Počátkem roku 1925 z podnětu Valentina Katajeva odešel do Moskvy, kde strávil několik týdnů u svého přítele Konstantina Paustovského. I když si získal mnoho obdivovatelů a značnou popularitu, vrátil se zpět do Oděsy. Teprve koncem roku se s celou rodinou přestěhoval do Kunceva, města na západním okraji Moskvy. V moskevských časopisech publikoval zpočátku své starší verše z oděsského období, z nichž popularitu si získaly především intimní romantické básně jako Dětství, Holubi, Meloun nebo Píseň o slavíkovi a básníkovi. Současně pracoval na několika významných básních, mezi kterými přední místo zaujímá Dumka o Opanasovi (Дума про Опанаса). Poéma s tématem z občanské války ve stylu ukrajinských národních písní byla poprvé otištěna ve sborníku č. 10 literární skupiny Pereval v říjnu 1926, jejímž byl členem.  V roce 1928 vydal knižně svou první básnickou sbírku Jihozápad (Юго-запад), v níž více než polovina veršů vznikla ještě v Oděse. Závěrečnou báseň sbírky, Krabice od cigaret (Коробка от папиросов), věnoval synovi Vsevolodovi.
Koncem dvacátých let se v poezii Bagrického začala projevovat deziluze z poměrů v Sovětském svazu a nastupující totality. Zapojil se do kampaně proti NEPU, zůstával však oddaným stoupencem revoluce, vystoupil na její obranu v Rozhovoru s komsomolcem N.Dementěvem. V roce 1927 vystoupil z Perevalu a přidal se ke konstruktivistům, stal se členem jejich literárního centra LCK.  Měl však svou vlastní interpretaci, před prostředím měst a továren dával přednost přírodě a její tvořivé síle. Jeho verše, například čtyřdílný Cyklus o kaprovi (Cyprinus carpio) nebo TBC či Verše o sobě byly podrobeny kritice ze strany perevalského teoretika A. Ležněva.  V roce 1930 Bagrickij vstoupil do Ruské asociace proletářských spisovatelů (RAPP).

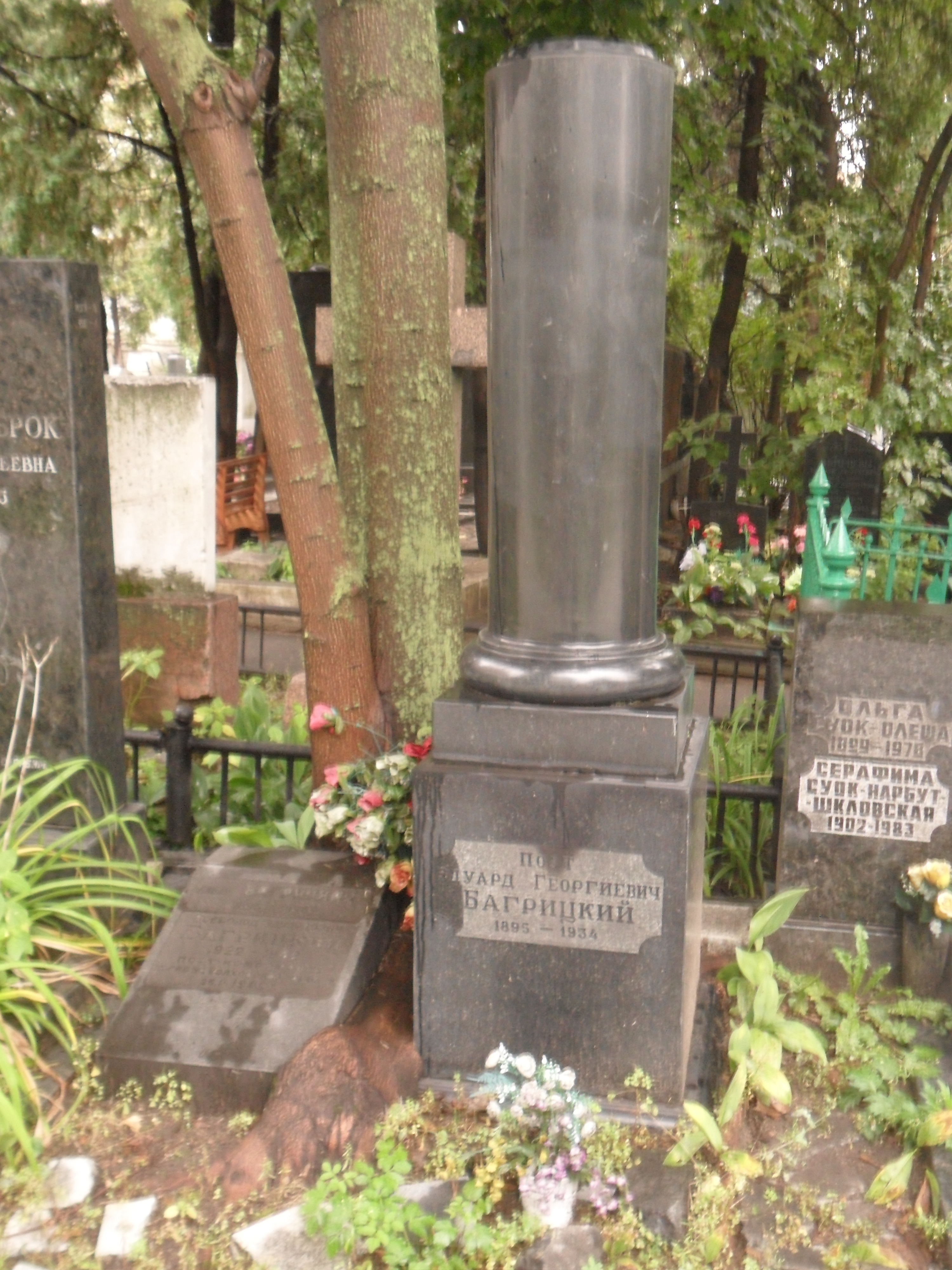
hrob Eduarda Bagrického na Novoděvičím hřbitově v Moskvě

Od roku 1931 žil v Moskvě v novém Domě spisovatelského družstva společně s dalšími čtyřiceti literáty. Kvůli své postupující chorobě byl nucen zdržovat se jen ve svém bytě. Od mládí trpěl astmatem, které po přestěhování do Moskvy přerostlo do tuberkulózy. Bagrickij se obklopoval mladými ruskými básníky, pro které byl nezpochybnitelnou autoritou. Vznikla bagrického básnická škola.  V posledním období svého života napsal sérii básní pro děti a mládež, která byla završena závěrečnou básní s názvem Smrt pionýrky (Смерть пионерки) z jeho třetí básnické sbírky. V roce 1932 vyšly Bagrického dvě nové básnické knihy Vítězové (Победители) a Poslední noc (Последняя ночь).  Chtěl se věnovat i dramatické tvorbě, na jaře 1933 dokončil libreto k opeře Duma o Opanasovi. Poslední měsíce svého života byl zcela upoután na lůžko, ale stále pracoval. Koncem roku 1933 připravil k vydání svazeček svých veršů pro časopis Ohníček. Zemřel uprostřed práce 16. února 1934 ve věku 38 let. Byl mu uspořádán oficiální pohřeb, na osobní Stalinův příkaz doprovázel jeho rakev jízdní oddíl. 
Až do své smrti roku 1934 byl ctěn jako přední autor komunistické orientace. Nikdy se ovšem nezřekl židovských kořenů a kultury, překládal například jidiš poezii Icika Fefera, nebo Perece Markiše do ruštiny. To časem způsobilo, že se stával v sovětské, stále více antisemitské kultuře kontroverzním tématem, ač byl pohřben se státními poctami, jako „druhý největší básník nové doby po Majakovském“. Jeho poslední nedokončená báseň Únor, v níž se zabýval dilematy židovsko-ruské identity, nesměla dlouho vyjít. Odpor vyvrcholil v 70. letech 20. století, kdy se po ponižujících porážkách sovětských sil Izraelem ke slovu v brežněvovském režimu dostaly i vyloženě nacionalistické a antisemitské hlasy (Stanislav Kuňajev, Igor Šafarevič).
Jeho literární pseudonym měl politický význam, dá se přeložit jako „karmínový, purpurový“, ale také „rudý“.
Po básníkově mrti připravoval jeho přítel, akméistický básník Vladimír Narbut za podpory Lydie Suok–Bagrické vydání Bagrického souborného díla, ze kterého však vyšel jen první svazek (prosinec 1938). Počátkem roku 1937 byl Narbut zatčen a zemřel ve vyhnanství v roce 1944. Bagrického manželka Lydia, která projevovala otevřený nesouhlas s Narbutovým uvězněním, byla v roce 1937 zatčena a odsouzena k nuceným pracím v lágru v kazašské stepi. Jeho syn Vsevolod Bagrickij se stal rovněž básníkem. Zemřel na frontě během velké vlastenecké války v roce 1942. Jeho snoubenkou byla Jelena Bonnerová, pozdější manželka Andreje Sacharova.

## Dílo

### Básnická tvorba (výběr)
Sbírky
- Jihozápad (1928)
- Vítězové (1932)
- Poslední noc (1932)

Poémy
- Dumka o Opanasovi (1926)
- Tyl Ulenspiegel (1918, 1922,1926)
- Únor (1934)

### Překlady
Bagrického překlady úzce souvisejí s vlastní tvorbou a přistupoval k nim velmi volně. Obvykle využíval pomoc filologů, ale zastával názor, že překladatel má být vládcem originálu, nikoli jeho otrokem. Významné jsou jeho překlady francouzských básníků Pierra de Ronsard a Arthura Rimbauda (Pařížské orgie). Z anglické romantické literatury adaptoval Baladu o Vittingtonovi Roberta Southeye, básně Waltera Scotta a Roberta Burnse. V roce 1924 otiskl v časopise Námořník čtyři námořnické básně Yana Nibora. Ve třicátých letech vzniklo na objednávku několik překladů a adaptaci politické proletářské poezie francouzské a polské.